# Arrossega'm a l'infern
Arrossega'm a l'infern (títol original: Drag Me to Hell) és una pel·lícula estatunidenca de terror de 2009 dirigida per Sam Raimi i protagonitzada per Alison Lohman, Lorna Raver i Justin Long. La trama gira al voltant de Christine Brown (Alison Lohman), una jove oficial de préstecs que busca aconseguir un lloc superior que es troba vacant. En tractar d'impressionar al seu cap, Christine nega una altra pròrroga del seu préstec a la senyora Ganush (Lorna Raver), una gitana que està a punt de perdre la casa. En represàlia, Ganush aboca una maledicció sobre Christine que, després de tres dies de turment, l'enfonsarà en les profunditats de l'infern per tota l'eternitat.
Raimi va escriure Drag Me to Hell abans de treballar en la saga de Spiderman. La pel·lícula es va estrenar al Festival de Cinema de Cannes, va significar un èxit en la crítica i la taquilla, va recaptar aproximadament 80 milions de dòlars a nivell mundial, contra un pressupost de 30 milions. Ha estat doblada al català.

## Argument
El 1969, a Pasadena (Califòrnia), una parella busquen l'ajuda de la mèdium Shaun Sant Dena (Flora de Maria Chahua), ja que el seu fill (Shiloh Selassie) afirma veure i sentir monstres. Sant Dena ajuda a la família mitjançant la realització d'una sessió d'espiritisme, però són atacats per una força invisible que empeny al nen cap a l'Infern.
El 2009, a Los Angeles, Califòrnia, una executiva de préstecs Christine Brown (Alison Lohman) espera ser promoguda al lloc d'assistent de gerent sobre el seu company de treball Stu Rubin (Reggie Lee). El seu cap, Jim Jacks (David Paymer), li aconsella demostrar que ella pot prendre decisions difícils per aconseguir un ascens. Christine és visitada per una dona gran, Sylvia Ganush (Lorna Raver), qui consulta per a una extensió del seu pagament d'hipoteca. Christine decideix rebutjar l'extensió sol·licitada a Ganush per provar-se a si mateixa que és una executiva competent per al seu cap. Ganush prega a Christine per recuperar la seva casa, però Christine es nega i diu a seguretat per fer retirar a Ganush. Jim li fa un compliment a Christine per com va gestionar la situació.
En l'estacionament del banc, Ganush ataca violentament a Christine al seu cotxe, arrenca un botó de la jaqueta de Christine i el fa servir per col·locar una maledicció en ella. Més tard, Christine i el seu promès Clay Dalton (Justin Long) es troben amb l'endeví Rham Jabs (Dileep Rao), qui explica a Christine que ella està maleïda per un esperit. A casa seva, Christine és ataca per un esperit i té malsons sobre Ganush. Al següent dia a la feina, Christine explota amb Stu i té una llancívola hemorràgia que amara el seu cap en sang. Christine va a conversar amb Ganush a la casa de la seva neta, només per trobar que ella va morir la nit anterior i es du a terme un servei commemoratiu. Christine torna a Rham Jas, que explica que ella està maleïda per un poderós dimoni anomenat la Lamia (no confondre amb Lamiai, el dimoni que menja nens en la mitologia grega) que la turmentarà per tres dies abans de dur-la a l'Infern. Ell la va suggereix un sacrifici per apaivagar el dimoni. Al següent dia, la Lamia torna i rebolca a Christine a la seva habitació. Desesperada per aturar els atacs, Christine sacrifica el seu gatet de companyia. En un sopar amb Clay i els pares del seu promès, ella és novament turmentada per la Lamia, que espanta els Dalton.
Christine torna a Rham Jans per un ajut addicional. Ell diu que Shaun Sant Dena arriscaria la seva vida per detenir al dimoni per un cost de 10,000 dòlars. Més forces sobrenaturals ataquen Christine que condueix a Clay pagar el cost. Sant Dena prepara una sessió d'espiritisme per atrapar l'esperit de Lamia en una cabra i matar-ho per vèncer el dimoni. Sant Dena permet a la Lamia habitar el seu cos. Rham Jas intenta persuadir-lo de robar l'ànima de Christine, però es nega i jura mai detenir-se fins que Christine mori. Christine col·loca la mà de Sant Dena en la cabra, causant que l'esperit entri en el cos de l'animal. L'assistent de Sant Dena, Milos, intenta matar la cabra, però en el seu lloc, és mossegat per la cabra i la causa una possessió demoníaca, atacant els membres de la sessió. Sant Daena espanta la Lamia de la sessió, però mor en el procés. Rham Jas segella el botó maleït en un sobre i li indica que l'única manera per desfer-la maledicció és lliurar l'objecte maleït algú com un regal, d'aquesta manera passant la maledicció a una altra persona.
Després de ser portada a casa per Clay, Christine intenta trobar un destinatari per a la maledicció. Ella decideix lliurar el sobre a Stu, en venjança per robar el seu treball i presentar-lo com a seu, però canvia de parer. Amb l'orientació de Rham Jas, Christine aprèn que ella pot lliurar la maledicció a Ganush, fins i tot si està morta. Christine condueix al cementiri on ella està enterrada i cava la seva tomba. En un torrencial aiguat, Christine fica el sobre a la boca de Ganush.
Al següent dia, Christine es troba amb Clay al Union Station de Los Angeles, quan ells van planejar sortir per una setmana a Santa Barbara. Clay, planejant proposar-li matrimoni, revela a Christine que ell va trobar el sobre que contenia el botó maleït en el seu carro. Llavors, Christine s'adona que va confondre la seva sobre amb un altre que ella va lliurar a Clay quan accidentalment va deixar caure'l. Horroritzada, Christine s'allunya cap enrere caient en els rails. Quan el tren viatja ràpid cap a ella, mans ardents surten del sòl sota els rails. Clay només pot observar amb terror com Christine és arrossegada cap avall en l'abisme ardent de l'Infern. La pel·lícula acaba amb un Clay horroritzat sostenint el botó maleït de Christine.

## Repartiment
- Alison Lohman: Christine Brown, una plàcid empleada de banc que desitja el lloc d'assistent de gerent. Després de rebutjar la sol·licitud de Sylvia Ganush per una tercera extensió en la seva hipoteca, ella és maleïda i atacada per un dimoni anomenat Lamia.
- Justin Long: Professor Clayton "Clay" Dalton, el promès de Christine i professor d'universitat nascut d'una família adinerada. Clayton és escèptic sobre l'ajuda de Rham Jas i l'existència del dimoni.
- Lorna Raver: Sra. Sylvia Ganush, una dona gran hongaresa que acata a Christine Brown i li col·loca una maledicció. Ganush mor el dia després de l'atac, però la seva ànima constantment pertorba a Christine al llarg de la pel·lícula.
- David Paymer: Sr. Jim Jacks, el preocupat cap de Christine que considera si Christine o Stu Rubin mereixen el treball d'assistent de gerent al banc.
- Dileep Rao: Rham Jas, un jove psíquic que informa Christine que ella està maleïda. Més tard, Rham Jas presenta a Shaun Sant Dena a Christine que té una sessió d'espiritisme.
- Reggie Lee: Stu Rubin, Stu Rubin és un astut empleat del banc on Christine treballa. Stu intenta fer que Christine llueixi malament en el seu treball per aconseguir l'ascens.
- Adriana Barraza: Shaun Sant Dena, un psíquic que té una sessió d'espiritisme per treure el Lamia que intenta matar Christine. A la primera escena mostrada en anys passat, Shaun Sant Dena és interpretada per Flor de Maria Chahua.
- Chelcie Ross: Leonard Dalton, el pare de Clayton que no aprova que el seu fill surti amb Christine.
- Molly Cheek: Trudy Dalton, la mare de Clayton que tampoc no aprova que el seu fill surti amb Christine causa del seu origen camperol i comportament estrany (que va ser causat pel Lamia).
- Bojana Novakovic: Ilenka Ganush, la cínica neta de Sylvia Ganush. Ella deixa a Christine entra a casa quan demana una trobada amb la dona Ganush.
- Art Kimbro: la veu de la Lamia, un dimoni poderós que és convocat després que Ganush maleeix a Christine. La seva tasca és turmentar a Christine per tres dies abans que literalment la arrossegui a l'Infern per cremar per l'eternitat.

## Producció
La història original d'Arrossega'm a l'infern va ser escrita deu anys abans de dur-se a terme. La pel·lícula va entrar en producció amb el nom de La maledicció. Sam i Ivan Raimi van escriure el guió com un conte moral, el desig d'escriure una història sobre una persona que vol tenir bones intencions, però que comet el pecat de prendre una egoista decisió per al seu propi benefici, i paga el preu per això. Sam i Ivan van tractar de fer que el personatge de Christine fos el punt principal en la pel·lícula. Ellen Page va ser triada per al paper de Christine, però es va retirar del projecte.

## Taquilla
La pel·lícula es va estrenar als cinemes nord-americans el 29 de maig de 2009. La pel·lícula va quedar en quart lloc en la taquilla durant el seu primer cap de setmana, guanyant més de 15 milions de dòlars i va caure al setè lloc durant la setmana que ve, amb 7 milions. Arrossega'm a l'infern ha recaptat més de 80 milions de dòlars a nivell internacional.